# Doumanaba
Doumanaba is een gemeente (commune) in de regio Sikasso in Mali. De gemeente telt 14.000 inwoners (2009).
De gemeente bestaat uit de volgende plaatsen:
- Boro
- Doumanaba
- Fonsebougou
- Fanièna
- Kankarna
- Niara Dougou
- Sossoro
- Tountoun–Diassa
- Zangasso
- Zamperso
- Ziguéna